# Richard von Perger
Richard von Perger (* 10. Januar 1854 in Wien; † 11. Januar 1911 ebenda) war ein österreichischer Komponist, Dirigent und Musikpädagoge.

## Leben
Der Sohn des Malers und Schriftstellers Anton von Perger nahm nach dem Besuch der Realschule Cellounterricht bei Franz Schmidtler und privaten Kompositionsunterricht bei Leopold Alexander Zellner. Als Stipendiat wurde ihm 1880–82 ein Studium bei Johannes Brahms möglich. Von 1890 bis 1895 leitete er das Konservatorium von Rotterdam und war zugleich Dirigent der dortigen Sektion der Maatschappij tot Bevordering van Toonkunst. 1895 kehrte er nach Wien zurück und wurde Konzertdirektor der Gesellschaft der Musikfreunde, deren Konservatorium er von 1899 bis 1907 leitete. Zudem war er zwischen 1899 und 1901 neben Eduard Kremser Dirigent des Wiener Männergesangsvereines. 1904 wurde er als Offizier der Pariser Académie des Beaux-Arts ausgezeichnet.
Sein Bruder war der Chemiker Hugo von Perger.

## Werke (Auswahl)

### Musikalische Kompositionen
Neben kammermusikalischen Werken komponierte von Perger Serenaden, mehrstimmige Gesänge und mehrere Bühnenwerke (Der Richter von Granada, 1889, Oper; Die 14 Nothelfer, Singspiel; Das stählerne Schloß, 1903, musikalisches Märchen in 4 Bildern).
- Signor Formica, komische Oper in drei Aufzügen, Libretto: nach E. T. A. Hoffmann, 1879 OCLC 61892181[Digitalisat 1]
- Fünf Gesänge für eine Singstimme, mit Begleitung des Pianoforte op. 2, Wedl, Wiener Neustadt, 1881
- Die vierzehn Nothhelfer, Singspiel in zwei Abtheilungen op. 6, Rebay & Robitschek, Wien, 1883 OCLC 43407550
- Streichquartett g-moll Nr. 1 op. 8,  Rebay & Robitschek, Wien, 1886 OCLC 18480898[Digitalisat 2]
- Streichquintett D-Dur op. 10,  Rebay & Robitschek, Wien, 1887 OCLC 18480898
- Streichquartett Nr. 2 B-Dur op. 11, Robitschek, Leipzig, 1887 OCLC 712780744
- Streichtrio d-moll op. 12  J. Rieter-Biedermann, Leipzig 1888. OCLC 1098390451 2001 von Bernhard Päuler beim Amadeus Verlag in Winterthur herausgegeben OCLC 165595183
- Streichquartett A-Dur Nr.3 op. 15, J. Rieter-Biedermann, Leipzig, 1889 OCLC 916156762
- Klavierquartett A-Dur op. 14, J. Rieter-Biedermann, Leipzig, 1889 OCLC 17967454
- Aus hellen Tagen, fünf Stücke für Pianoforte zu vier Händen op. 16, J. Rieter-Biedermann, Leipzig, 1889 OCLC 637430144
- Serenade G-Dur für Klaviertrio op. 17, J. Rieter-Biedermann, Leipzig, 1889 OCLC 637430178
- Drei Gesänge für zwei Soprane und Alt (oder dreistimmigen Frauenchor) mit Begleitung des Pianoforte op. 18 I Claribels Grab, Text: Alfred Tennyson II Feenreigen Text: Friedrich von Matthisson III Abendbild, Text: Nikolaus Lenau, J. Rieter-Biedermann, Leipzig, 1890 OCLC 637430184
- Liederspiel, sechs lyrische Tanzweisen, Verse aus Johann Wolfgang von Goethe’s west-östlichem Divan für vier Männerstimmen (Soli oder Chor) mit Begleitung des Pianoforte op. 19, J. Rieter-Biedermann, Leipzig, 1890 OCLC 637455185
- Nebelbilder, vier Klavierstücke op. 20, J. Rieter-Biedermann, Leipzig, 1890 OCLC 637430207  2001 von Bernhard Päuler beim Amadeus Verlag in Winterthur herausgegeben OCLC 49643515
- Serenade für Violoncello und Streichorchester op. 21, I Un poco allegro, ma tranquillo II Allegretto moderato e grazioso III Vivace, J. Rieter-Biedermann, Leipzig, 1891 OCLC 53180688
- Concert für die Violine mit Begleitung des Orchesters op. 22, Ries und Erler, Berlin, 1894 OCLC 916156774
- Das stählerne Schloss, dramatisches Märchen für Solostimmen, Chor, Orchester und Orgel in vier Tonbildern und einem Epilog nach der gleichnamigen Erzählung Rudolf Baumbachs, Eberle, Wien, 1904 OCLC 986519940

### Sonstiges
- Denkschrift zur Feier fünfzigjährigen ununterbrochenen Bestandes der Philharmonischen Konzerte in Wien, 1860-1910. Mit einem statistischen Anhang, Wien: C. Fromme 1910 (Digitalisat)
- Geschichte der k. k. Gesellschaft der Musikfreunde in Wien, 1. Abteilung, 1812–1870, Wien 1912. Mit Robert Hirschfeld verfasste von Perger eine Geschichte der Gesellschaft der Musikfreunde, die 1912 erschien.

## Digitalisate
1. ↑  Signor Formica als Digitalisat in der Harvard Library
2. ↑  Streichquartett g-moll op. 8 als Digitalisat in der Sibley Music Library der Eastman School of Music

| Personendaten    | Personendaten                                          |
| ---------------- | ------------------------------------------------------ |
| NAME             | Perger, Richard von                                    |
| KURZBESCHREIBUNG | österreichischer Komponist, Dirigent und Musikpädagoge |
| GEBURTSDATUM     | 10. Januar 1854                                        |
| GEBURTSORT       | Wien                                                   |
| STERBEDATUM      | 11. Januar 1911                                        |
| STERBEORT        | Wien                                                   |